# Sparteca
El «Sparteca», acrónimo de South Pacific Regional Trade and Economic Co-operation Agreement (Acuerdo de Cooperación Económica y Comercial Regional del Pacífico Sur), es un acuerdo regional firmado entre varios Estados de Oceanía con el objetivo de mejorar la cooperación económica y comercial entre Australia, Nueva Zelanda y los pequeños Estados insulares del Pacífico Sur, debido al desequilibro comercial existente entre los países grandes y los pequeños estados insulares del Pacífico.

## Historia
El Sparteca permite la abolición de los derechos de aduana para los productos procedentes de los pequeños Estados insulares miembros del Foro del Pacífico Sur y con destino a Australia y Nueva Zelanda. El objetivo es reequilibrar la balanza comercial entre los países exportadores y los países importadores. Los sectores más beneficiados son los del textil, la moda y el calzado.
El tratado se creó el 1 de enero de 1981 tras haber sido firmado el 14 de julio de 1980 en Tarawa (Kiribati) por los siguientes Estados:
| - Islas Cook - Fiyi - Kiribati - Islas Marshall - Micronesia - Nauru - Niue - Nueva Zelanda | - Palaos - Papúa Nueva Guinea - Islas Salomón - Samoa - Tonga - Tuvalu - Vanuatu |

El 30 de junio del mismo año, Australia firmó a su vez el acuerdo.